# Francis Willughby
Francis Willughby est un ornithologue et un ichtyologiste britannique, né le 22 novembre 1635 à Middleton Hall dans le Warwickshire et mort le 3 juillet 1672 de pleurésie à Wollaton Hall.

## Biographie
Son père est Sir Francis Willughby (1590-1665) et sa mère Lady Cassandra Ridgeway (1599-1675), fille du duc de Londonderry. Trois enfants du couple atteignent l’âge adulte : Lettice (1628-1696) qui se marie avec Sir Thomas Wendy d’Haslingfield, Catherine (1630-1694), qui se marie avec Clement Winstanley de Braunstone et Francis. Ce dernier étudie à l'école Sutton Coldfield et Trinity College à Cambridge où, il suit les enseignements de John Ray (1627-1705). En 1662, ils voyagent ensemble sur la côte ouest de l'Angleterre où ils étudient la reproduction des oiseaux de mer. Entre 1663 et 1666, ils parcourent l'Europe et notamment aux Pays-Bas, en Allemagne, en Suisse et en Italie. Ils se séparent à Naples et Willughby retourne dans son pays en passant par l'Espagne.
En 1665, Francis Willughby hérite des biens de son père et se marie, en 1668, avec Emma Barnard (1644-1725). De cette union naîtront trois enfants : Francis (1668-1688), Cassandra (1670-1735) et Thomas (1672-1729). En 1671, un parent éloigné de Francis, Sir William Willughby (v. 1630-1671), meurt et Francis hérite alors de riches propriétés à Muskham et à Carlton, dans le Nottinghamshire.
De retour en Grande-Bretagne, Ray et lui élaborent un projet pour publier les résultats de leurs observations, mais Willughby meurt durant la préparation de ce travail. Ray publie Ornithologiae libri tres de Willughby en 1676, suivi d'une version en langue anglaise deux ans plus tard. On considère souvent cette publication comme la naissance de l'ornithologie scientifique en Europe, en révolutionnant en particulier la taxinomie ornithologique par l'importance accordée aux caractéristiques anatomiques. Mais Ray, fidèle à son amitié avec Willughby, ne mentionne pas la part qu'il a personnellement prise dans l'élaboration de ce livre. Ray publie aussi De Historia piscium de Willughby en 1686.
Francis Willughby découvre chez les Cétacés tous les caractères des Quadrupèdes vivipares, bien qu'ils demeurent classés parmi les Poissons.
Sa classification sera sans rivale pendant longtemps. Elle surpasse même le système linnéen.
Son testament prévoit notamment le legs de la somme de cinq mille livres à sa fille Cassandra, en prévision de son mariage. L’éducation de ses trois enfants est confiée à John Ray qui reçoit une pension de soixante livres annuelles et à vie.
En 2003, l'étude scientifique des jeux de Willughby paraît sous le titre de Francis Willughby's Book of Games. Cette parution permet de découvrir dans le détail de nombreux jeux du XVIIe siècle. Pour la première fois en langue anglaise, ce livre aussi est important, pour l'histoire des jeux, que son équivalent espagnol Libro de los juegos.

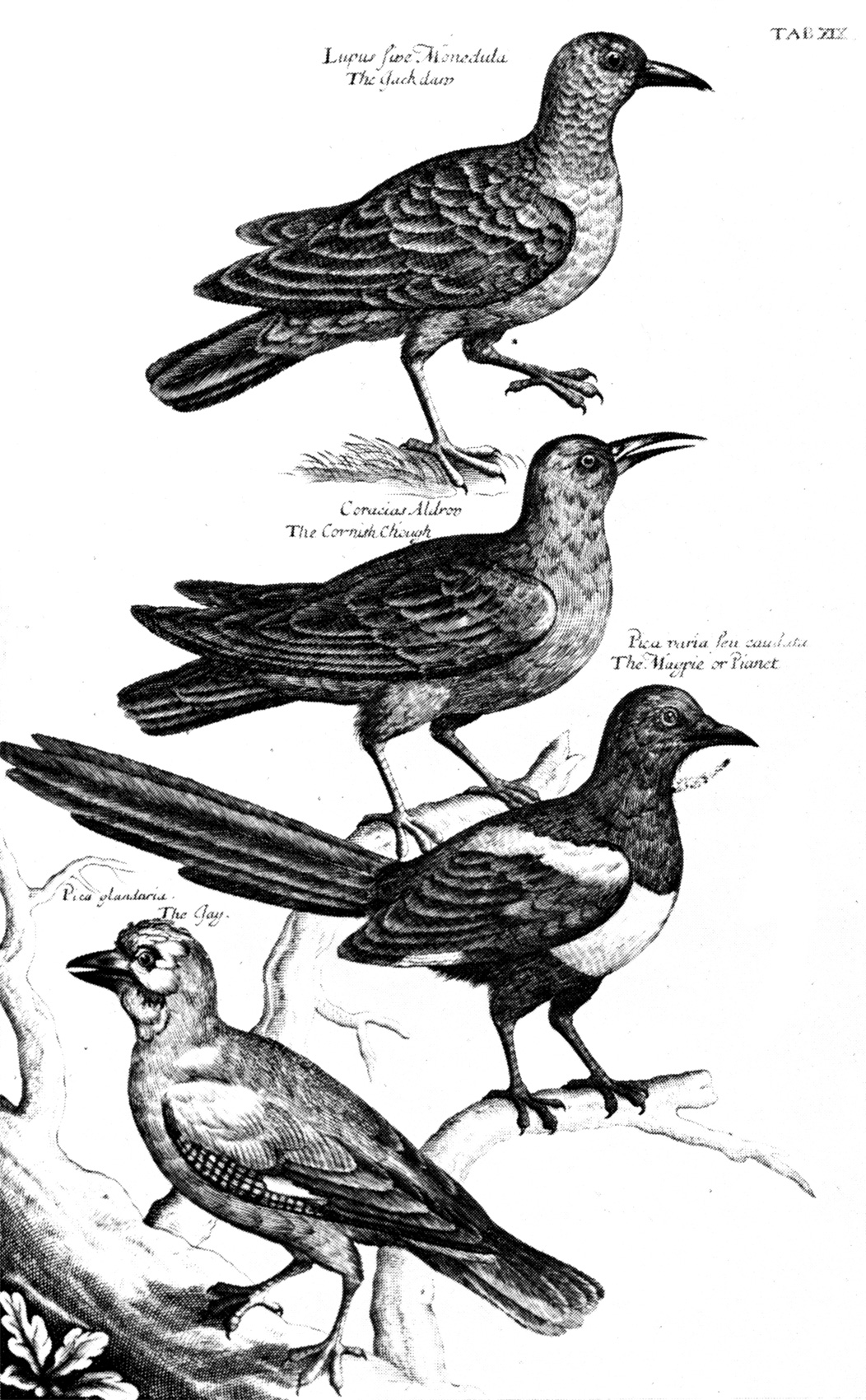
Planche d’Ornithologia.

## Source
- Geoffrey A. Lee (1981). The Francis Willughby Executorship Accounts, 1672-1682 : An Early Double-Entry System in England, The Accounting Review, 56 (3, juillet 1981) : 539-533.

## Orientation bibliographique
- Frank N. Egerton (2005). A History of the Ecological Sciences, Part 18: John Ray and His Associates Francis Willughby and William Derham, Bulletin of the Ecological Society of America, 86 (4) : 301-313.  (ISSN 0012-9623)